# Olympische Sommerspiele 1984/Kanu
Bei den XXIII. Olympischen Sommerspielen 1984 in Los Angeles wurden insgesamt zwölf Kanuwettbewerbe ausgetragen, neun für Männer und drei für Frauen. Zwischen 6. und 11. August 1984 traten insgesamt 195 Kanuten zu den Wettbewerben auf dem Lake Casitas an, davon 156 Männer und 37 Frauen.

## Bilanz

### Medaillenspiegel
| Platz | Land               | Gold | Silber | Bronze | Gesamt |
| ----- | ------------------ | ---- | ------ | ------ | ------ |
| 1     | Neuseeland         | 4    | –      | –      | 4      |
| 2     | Schweden           | 2    | 4      | –      | 6      |
| 3     | Kanada             | 2    | 2      | 2      | 6      |
| 4     | Rumänien           | 2    | 1      | 1      | 4      |
| 5     | Jugoslawien        | 1    | 2      | –      | 3      |
| 6     | BR Deutschland     | 1    | 1      | 1      | 3      |
| 7     | Frankreich         | –    | 1      | 3      | 4      |
| 8     | Dänemark           | –    | 1      | 1      | 2      |
| 9     | Australien         | –    | –      | 1      | 1      |
| 9     | Niederlande        | –    | –      | 1      | 1      |
| 9     | Spanien            | –    | –      | 1      | 1      |
| 9     | Vereinigte Staaten | –    | –      | 1      | 1      |

### Medaillengewinner
| Konkurrenz             | Gold                                                                | Silber                                                                  | Bronze                                                                        |
| ---------------------- | ------------------------------------------------------------------- | ----------------------------------------------------------------------- | ----------------------------------------------------------------------------- |
| Einer-Kajak 500 m      | Ian Ferguson                                                        | Lars-Erik Moberg                                                        | Bernard Brégeon                                                               |
| Einer-Kajak 1000 m     | Alan Thompson                                                       | Milan Janić                                                             | Gregory Barton                                                                |
| Zweier-Kajak 500 m     | Neuseeland Ian Ferguson Paul MacDonald                              | Schweden Lars-Erik Moberg Per-Inge Bengtsson                            | Kanada Hugh Fisher Alwyn Morris                                               |
| Zweier-Kajak 1000 m    | Kanada Hugh Fisher Alwyn Morris                                     | Frankreich Bernard Brégeon Patrick Lefoulon                             | Australien Barry Kelly Grant Kenny                                            |
| Vierer-Kajak 1000 m    | Neuseeland Grant Bramwell Ian Ferguson Paul MacDonald Alan Thompson | Schweden Per-Inge Bengtsson Lars-Erik Moberg Thomas Ohlsson Tommy Karls | Frankreich François Barouh Philippe Boccara Pascal Boucherit Didier Vavasseur |
| Einer-Canadier 500 m   | Larry Cain                                                          | Henning Lynge Jakobsen                                                  | Costică Olaru                                                                 |
| Einer-Canadier 1000 m  | Ulrich Eicke                                                        | Larry Cain                                                              | Henning Lynge Jakobsen                                                        |
| Zweier-Canadier 500 m  | Jugoslawien Matija Ljubek Mirko Nišović                             | Rumänien Ivan Patzaichin Toma Simionov                                  | Spanien Enrique Míguez Narciso Suárez                                         |
| Zweier-Canadier 1000 m | Rumänien Ivan Patzaichin Toma Simionov                              | Jugoslawien Matija Ljubek Mirko Nišović                                 | Frankreich Didier Hoyer Éric Renaud                                           |

| Konkurrenz         | Gold                                                                     | Silber                                                                       | Bronze                                                           |
| ------------------ | ------------------------------------------------------------------------ | ---------------------------------------------------------------------------- | ---------------------------------------------------------------- |
| Einer-Kajak 500 m  | Agneta Andersson                                                         | Barbara Schüttpelz                                                           | Annemiek Derckx                                                  |
| Zweier-Kajak 500 m | Schweden Anna Olsson Agneta Andersson                                    | Kanada Alexandra Barré Susan Holloway                                        | BR Deutschland Barbara Schüttpelz Josefa Idem                    |
| Vierer-Kajak 500 m | Rumänien Agafia Constantin Nastasia Ionescu Maria Ștefan Tecla Marinescu | Schweden Anna Olsson Agneta Andersson Eva Karlsson Susanne Wiberg-Gunnarsson | Kanada Alexandra Barré Lucie Guay Susan Holloway Barbara Olmsted |

## Ergebnisse

### Männer

#### Einer-Kajak500 m
| Platz | Land | Sportler            | Zeit (min) |
| ----- | ---- | ------------------- | ---------- |
| 1     | NZL  | Ian Ferguson        | 1:47,84    |
| 2     | SWE  | Lars-Erik Moberg    | 1:48,18    |
| 3     | FRA  | Bernard Brégeon     | 1:48,41    |
| 4     | ROU  | Vasile Dîba         | 1:48,77    |
| 5     | GBR  | David Upson         | 1:49,32    |
| 6     | ITA  | Daniele Scarpa      | 1:49,60    |
| 7     | ESP  | Guillermo del Riego | 1:49,71    |
| 8     | FRG  | Reiner Scholl       | 1:49,89    |

Finale am 10. August

#### Einer-Kajak 1000 m
| Platz | Land | Sportler         | Zeit (min) |
| ----- | ---- | ---------------- | ---------- |
| 1     | NZL  | Alan Thompson    | 3:45,73    |
| 2     | YUG  | Milan Janić      | 3:46,88    |
| 3     | USA  | Gregory Barton   | 3:47,38    |
| 4     | SWE  | Karl Sundqvist   | 3:48,69    |
| 5     | AUS  | Peter Genders    | 3:49,11    |
| 6     | FRA  | Philippe Boccara | 3:49,38    |
| 7     | ROU  | Vasile Dîba      | 3:51,61    |
| 8     | GBR  | Stephen Jackson  | 3:52,25    |

Finale am 11. August

#### Zweier-Kajak500 m
| Platz | Land | Sportler                            | Zeit (min) |
| ----- | ---- | ----------------------------------- | ---------- |
| 1     | NZL  | Ian Ferguson Paul MacDonald         | 1:34,21    |
| 2     | SWE  | Lars-Erik Moberg Per-Inge Bengtsson | 1:35,26    |
| 3     | CAN  | Hugh Fisher Alwyn Morris            | 1:35,41    |
| 4     | ITA  | Daniele Scarpa Francesco Uberti     | 1:35,50    |
| 5     | ROU  | Nicolae Feodosei Angelin Velea      | 1:35,60    |
| 6     | FRA  | Francis Hervieu Daniel Legras       | 1:36,40    |
| 7     | FRG  | Matthias Seack Oliver Seack         | 1:36,51    |
| 8     | GBR  | Andrew Sheriff Jeremy West          | 1:36,73    |

Finale am 10. August

#### Zweier-Kajak 1000 m
| Platz | Land | Sportler                              | Zeit (min) |
| ----- | ---- | ------------------------------------- | ---------- |
| 1     | CAN  | Hugh Fisher Alwyn Morris              | 3:24,22    |
| 2     | FRA  | Bernard Brégeon Patrick Lefoulon      | 3:25,97    |
| 3     | AUS  | Barry Kelly Grant Kenny               | 3:26,80    |
| 4     | USA  | Terry Kent Terry White                | 3:27,01    |
| 5     | FRG  | Matthias Seack Oliver Seack           | 3:27,28    |
| 6     | ITA  | Daniele Scarpa Francesco Uberti       | 3:27,46    |
| 7     | ESP  | Herminio Menéndez Guillermo del Riego | 3:27,53    |
| 8     | SWE  | Bengt Andersson Karl Sundqvist        | 3:29,39    |

Finale am 11. August

#### Vierer-Kajak1000 m
| Platz | Land | Sportler                                                              | Zeit (min) |
| ----- | ---- | --------------------------------------------------------------------- | ---------- |
| 1     | NZL  | Grant Bramwell Ian Ferguson Paul MacDonald Alan Thompson              | 3:02,28    |
| 2     | SWE  | Per-Inge Bengtsson Lars-Erik Moberg Thomas Ohlsson Tommy Karls        | 3:02,81    |
| 3     | FRA  | François Barouh Philippe Boccara Pascal Boucherit Didier Vavasseur    | 3:03,94    |
| 4     | ROU  | Ionel Constantin Nicolae Feodosei Ionel Lețcae Angelin Velea          | 3:04,39    |
| 5     | GBR  | Grayson Bourne Andrew Sheriff Kevin Smith Jeremy West                 | 3:04,59    |
| 6     | ESP  | Iván González Luis Gregorio Ramos Juan José Román Juan Manuel Sánchez | 3:04,71    |
| 7     | AUS  | John Doak Robert Doak Raymond Martin Scott Wooden                     | 3:06,02    |
| 8     | FRG  | Bernd Hessel Oliver Kegel Detlef Schmidt Reiner Scholl                | 3:06,47    |

Finale am 11. August

#### Einer-Canadier500 m
| Platz | Land | Sportler               | Zeit (min) |
| ----- | ---- | ---------------------- | ---------- |
| 1     | CAN  | Larry Cain             | 1:57,01    |
| 2     | DEN  | Henning Lynge Jakobsen | 1:58,45    |
| 3     | ROU  | Costică Olaru          | 1:59,86    |
| 4     | FRA  | Philippe Renaud        | 1:59,95    |
| 5     | FIN  | Timo Grönlund          | 2:01,00    |
| 6     | JPN  | Kiyoto Inoue           | 2:01,79    |
| 7     | FRG  | Hartmut Faust          | 2:01,85    |
| 8     | NOR  | Robert Rozanski        | 2:02,12    |

Finale am 10. August

#### Einer-Canadier 1000 m
| Platz | Land | Sportler               | Zeit (min) |
| ----- | ---- | ---------------------- | ---------- |
| 1     | FRG  | Ulrich Eicke           | 4:06,32    |
| 2     | CAN  | Larry Cain             | 4:08,67    |
| 3     | DEN  | Henning Lynge Jakobsen | 4:09,51    |
| 4     | FIN  | Timo Grönlund          | 4:15,58    |
| 5     | ROU  | Costică Olaru          | 4:16,39    |
| 6     | GBR  | Steve Train            | 4:16,64    |
| 7     | USA  | Bruce Merritt          | 4:18,17    |
| 8     | JPN  | Kiyoto Inoue           | 4:18,72    |

Finale am 11. August

#### Zweier-Canadier500 m
| Platz | Land | Sportler                       | Zeit (min) |
| ----- | ---- | ------------------------------ | ---------- |
| 1     | YUG  | Matija Ljubek Mirko Nišović    | 1:43,67    |
| 2     | ROU  | Ivan Patzaichin Toma Simionov  | 1:45,68    |
| 3     | ESP  | Enrique Míguez Narciso Suárez  | 1:47,71    |
| 4     | FRA  | Didier Hoyer Éric Renaud       | 1:47,72    |
| 5     | CAN  | Steve Botting Eric Smith       | 1:48,81    |
| 6     | FRG  | Wolfram Faust Ralf Wienand     | 1:48,97    |
| 7     | GBR  | Eric Jamieson Andrew Train     | 1:49,59    |
| 8     | JPN  | Shūsei Fukuzato Hiroyuki Izumi | 1:50,22    |

Finale am 10. August

#### Zweier-Canadier 1000 m
| Platz | Land | Sportler                       | Zeit (min) |
| ----- | ---- | ------------------------------ | ---------- |
| 1     | ROU  | Ivan Patzaichin Toma Simionov  | 3:40,60    |
| 2     | YUG  | Matija Ljubek Mirko Nišović    | 3:41,56    |
| 3     | FRA  | Didier Hoyer Éric Renaud       | 3:48,01    |
| 4     | FRG  | Wolfram Faust Ralf Wienand     | 3:52,69    |
| 5     | USA  | John Plankenhorn Rodney McLain | 3:52,72    |
| 6     | ESP  | Enrique Míguez Narciso Suárez  | 3:56,92    |
| 7     | CAN  | Steve Botting Eric Smith       | 3:56,99    |
| 8     | MEX  | Arturo Ferrer Víctor Velasco   | 3:57,49    |

Finale am 11. August

### Frauen

#### Einer-Kajak500 m
| Platz | Land | Sportlerin         | Zeit (min) |
| ----- | ---- | ------------------ | ---------- |
| 1     | SWE  | Agneta Andersson   | 1:58,72    |
| 2     | FRG  | Barbara Schüttpelz | 1:59,93    |
| 3     | NED  | Annemiek Derckx    | 2:00,11    |
| 4     | ROU  | Tecla Marinescu    | 2:00,12    |
| 5     | FRA  | Béatrice Basson    | 2:01,21    |
| 6     | USA  | Shelia Conover     | 2:02,38    |
| 7     | CAN  | Lucie Guay         | 2:02,49    |
| 8     | AUS  | Elizabeth Blencowe | 2:02,63    |

Finale am 10. August

#### Zweier-Kajak500 m
| Platz | Land | Sportlerinnen                         | Zeit (min) |
| ----- | ---- | ------------------------------------- | ---------- |
| 1     | SWE  | Anna Olsson Agneta Andersson          | 1:45,25    |
| 2     | CAN  | Alexandra Barré Susan Holloway        | 1:47,13    |
| 3     | FRG  | Barbara Schüttpelz Josefa Idem        | 1:47,32    |
| 4     | ROU  | Agafia Constantin Nastasia Ionescu    | 1:47,56    |
| 5     | USA  | Shirley Dery Leslie Klein             | 1:49,51    |
| 6     | FRA  | Bernadette Brégeon Cathérine Mathevon | 1:51,40    |
| 7     | NOR  | Kari Ofstad Anne Wahl                 | 1:51,61    |
| 8     | GBR  | Lucy Perrett Lesley Smither           | 1:51,73    |

Finale am 10. August

#### Vierer-Kajak500 m
| Platz | Land | Sportlerinnen                                                       | Zeit (min) |
| ----- | ---- | ------------------------------------------------------------------- | ---------- |
| 1     | ROU  | Agafia Constantin Nastasia Ionescu Maria Ștefan Tecla Marinescu     | 1:38,34    |
| 2     | SWE  | Anna Olsson Agneta Andersson Eva Karlsson Susanne Wiberg-Gunnarsson | 1:38,87    |
| 3     | CAN  | Alexandra Barré Lucie Guay Susan Holloway Barbara Olmsted           | 1:39,40    |
| 4     | USA  | Shelia Conover Shirley Dery Leslie Klein Ann Turner                 | 1:40,49    |
| 5     | FRG  | Josefa Idem Regina Schmidt Barbara Schüttpelz Judith Skolnik        | 1:42,68    |
| 6     | NOR  | Wenche Lægried Kari Ofstad Ingeborg Rasmussen Anne Wahl             | 1:42,97    |
| 7     | GBR  | Janine Lawler Lucy Perrett Lesley Smither Deborah Watson            | 1:46,30    |

11. August